# Arg-é Tabriz
Arg-é Ali-Shah aussi connu sous le nom de Arg-é Tabriz, est un vestige d'une forteresse bâtie à l'époque Il-khanide à Tabriz, en Iran.
La structure fut utilisée au début comme une mosquée, mais durant l'époque qajare, elle servit de poste militaire et de lieu de stockage pour les armes. La citadelle joua aussi un rôle important lors de la révolution constitutionnelle de l'Iran au début du XXe siècle contre Mohammad Ali Shah.
La structure du bâtiment mesure aujourd'hui 28 m de haut, et le bâtiment est menacé par la construction d'un centre commercial attenant.

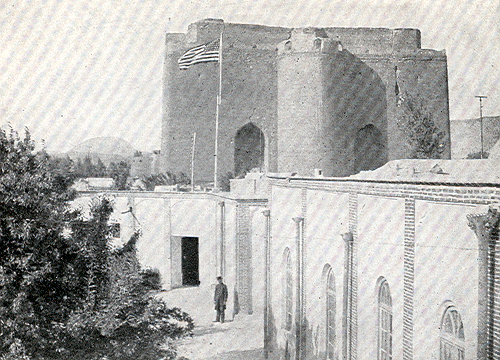
Le drapeau américain flotte sur le consulat américain à proximité de l'Arg-e Tabriz. Durant la révolution constitutionnelle de l'Iran, la citadelle fut attaquée et bombardée par 4000 russes en décembre 1911. Les persans ont tenu pendant 4 jours. Alors que le consulat américain était situé sur la ligne de feu, des américains, tels que Howard Baskerville, ont pris les armes, aidant le peuple d'Iran.